# 天主教康定教区
天主教康定教区（拉丁語：Dioecesis Camtimensis）是罗马天主教会在中国设立的一个教区，是重慶總教區之下的其中一個教區。

## 历史

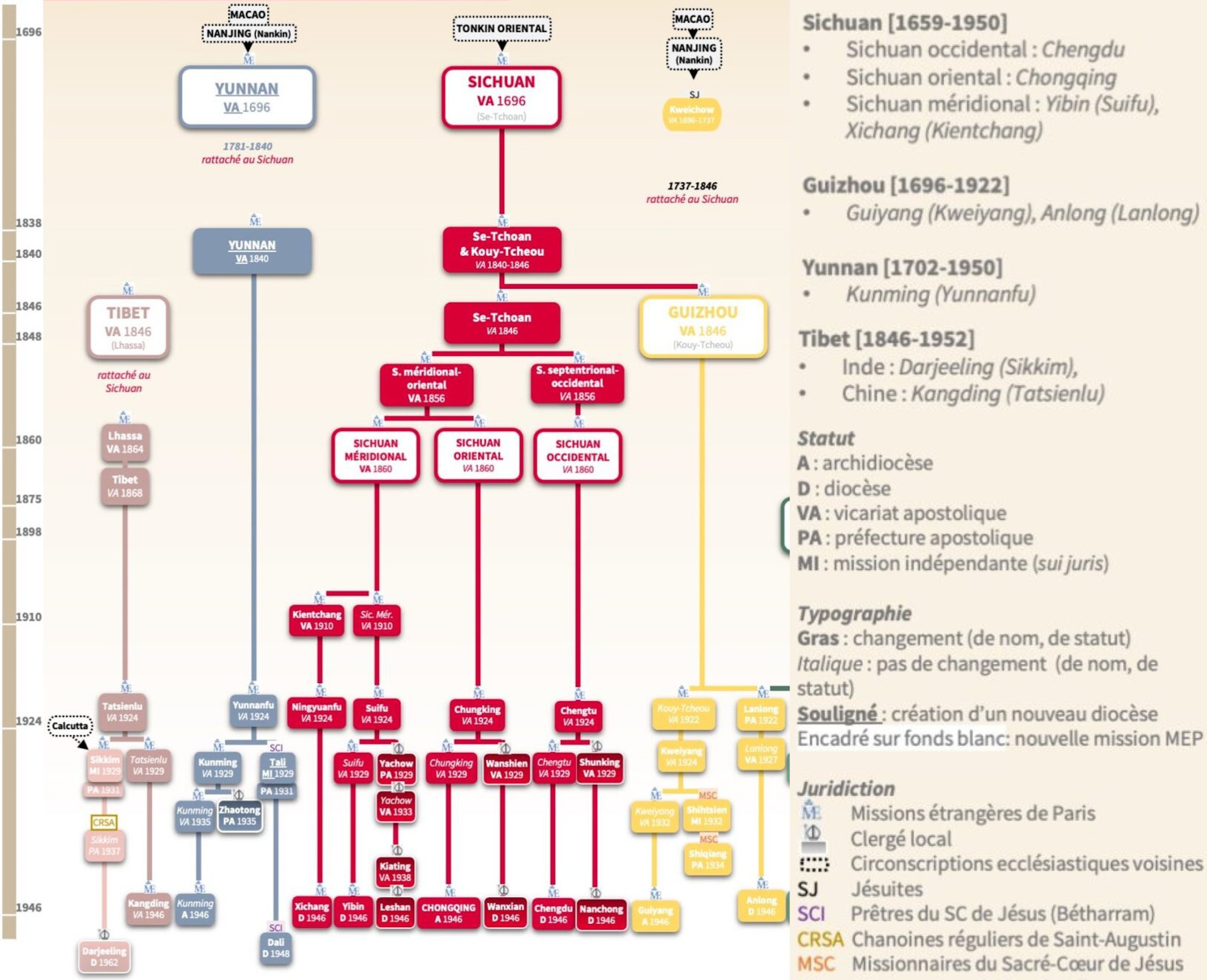
從四川代牧區分設出的三個宗座代牧區：西藏代牧區（即現在的康定教區）、雲南代牧區、貴州代牧區。

1846年3月27日，教廷宣布，从四川代牧区和西藏-印度斯坦代牧區分设拉萨代牧区，由法国巴黎外方传教会负责。1868年7月28日，更名为西藏代牧区。1924年12月3日，以主教驻地四川康定打箭炉更名为打箭爐代牧区。1946年4月11日，升格为康定教区。
1984年3月24日，四川省天主教爱国会、天主教教务委员会做出决定，将攀枝花的教务划归西昌教区并代管康定教区。

## 轄區
概括而言，康定教區管轄川西藏區、雲南省迪慶藏族自治州和貢山獨龍族怒族自治縣，以及西藏自治區全境，雖然整個自治區只有一座天主教堂。該教區歷史上曾轄有雲邊、康區（西藏東部）、今印度轄下的錫金（主教座設於大吉嶺，1929年劃出，參見大吉嶺教區），後轄有位於今四川藏區境內的康定、丹巴、瀘定、雅江、理塘、巴塘、稻城、定鄉、爐霍、道孚、懷柔（今新龍）、白玉、甘孜、石渠、鄧柯等。位於今雲南藏區境內的中甸、維西、小維西（位於白濟汛鄉內）、德欽、茨中（位於燕門鄉內）等。位於今西藏自治區境內的貢嘎、察雅、寧靜、科麥、昌都、恩達、嘉黎、太昭、武城（今貢覺）等。此外，今四川境內的綏靖（今金川）、崇化、懋功（今小金）、富林、皇木廠也先後劃歸康定教區。該教區歷來所轄範圍之廣，居四川八大教區之首。
康定教區東接成都教區和嘉定教區，西連印度查謨暨斯利那加教區和西姆拉暨昌迪加爾教區，東北毗青海省的西寧監牧區及甘肅省的秦州教區，西北鄰新疆監牧區，東南界寧遠教區、雲南省的大理教區及緬甸的密支那教區，南接印度大吉嶺教區及伊塔納加教區，西南與尼泊爾宗座代牧區及印度敘利亞-瑪拉巴禮天主教比傑諾爾教區接壤。

## 部份教堂
四川藏區
- 真原堂（文革期間拆毀）
- 耶稣圣心主教座堂
- 磨西安納堂
- 小金天主教堂

雲南藏區
- 茨中聖心堂
- 重丁聖心堂
- 小維西聖心堂
- 白漢洛耶穌聖心堂

西藏自治區
- 鹽井聖心聖母堂

## 歷任主教
拉薩宗座代牧
- 德斯马曾（ ）1856年－1860年。
- 杜多明（Jacques-Léon Thomine-Desmazures, M.E.P.）1857年－1864年。

西藏宗座代牧
- 丁盛荣（Joseph-Marie Chauveau, M.E.P.）1864年－1877年逝世。
- 毕天荣（Félix Biet, M.E.P.）1878年－1901年
- 倪德隆（Pierre-Philippe Giraudeau, M.E.P.）1901年－1924年

打箭爐宗座代牧
- 倪德隆（Pierre-Philippe Giraudeau, M.E.P.）1924年－1936年
- 华朗廷（Pierre-Sylvain Valentin, M.E.P.）1936年－1946年

康定主教
- 华朗廷（Pierre-Sylvain Valentin, M.E.P.）1946年－1962年
- 教座出缺（1962年－1989年）
- 王若翰（John Baptist Wang Ruo-han，地下忠貞教會主教）1989年－？，原甘肅省秦州教區署理，1989年由河北省獻縣教區主教李振榮祕密祝聖為康定地下主教

## 教友
1950年，区内天主教教友5,870人。